# 雪谷大塚町
雪谷大塚町（日语：／ Yukigaya-ōtsukamachi */?）是東京都大田區的町名。不設丁番。2013年8月1日為止的人口有2,389人。郵遞區號145-0067。

## 地理
位於大田區西北部。北鄰世田谷區東玉川、大田區石川町。東、南與大田區南雪谷之間以中原街道為界。西至環八通（東京都道311號環狀八號線），接大田區田園調布。以中原街道為起點的自由通南北縱貫町內。
雪谷大塚町位於雪谷大塚站西側，不大的町域內有稅務署、消防署、區地域行政中心等公共行政設施。靠近車站的中原街道沿線有銀行、信用金庫的分店，和東急Store等商店，東邊則有Alps電氣總部。其他地區，除了日銀社宅團地與公寓外，多為獨棟住宅所組成的住宅區。

## 歷史
古時為荏原郡鵜之木村的飛地「字大塚」。1932年編入東京市時成立「調布大塚町」，1962年實施住居表示，更名為「雪谷大塚町」。

### 地名由來
「大塚」的名稱是來自町域內的鵜木大塚古墳。鵜木大塚古墳是高6公尺，直徑27公尺的圓墳，位於大田區立調布大塚小學校西北側，1930年（昭和5年）指定為東京府史蹟（現「都舊跡」）。現在在其南隅建造稻荷社。

### 沿革
- 荏原郡鵜之木村飛地字大塚。
- 1889年（明治22年） 實施町村制，鵜之木村與上沼部村、下沼部村、峰村合併成立調布村。　此地為「荏原郡調布村大字鵜之木字大塚」。
- 1927年（昭和2年）　池上線「調布大塚站」開業。
- 1928年（昭和3年）　調布村實施町制，為東調布町，此地為「荏原郡東調布町大字鵜之木字大塚」。
- 1932年（昭和7年）　荏原郡編入東京市，此地為「東京市大森區調布大塚町」。
- 1933年（昭和8年）　調布大塚站與隣近的雪谷站統合，移至現在雪谷大塚站的地點。
- 1941年（昭和16年）　調布大塚尋常小學校創校。
- 1943年（昭和18年） 東京都制實施。
- 1947年（昭和22年）　大森區與蒲田區合併為「大田區」，此地為「東京都大田區調布大塚町」。
- 1962年（昭和37年） 實施住居表示，名稱為「雪谷大塚町」。中原街道南側編入南雪谷，收購環狀八號線用地後西側編入田園調布，形成現在的町域。

## 交通
町域內沒有鐵路車站，但鄰近東急池上線雪谷大塚站。另外巴士也十分便利。

## 設施
雪谷大塚町位於雪谷與田園調布之間，因此有許多名為「雪谷」與「田園調布」的設施。
- 雪谷稅務署
- 田園調布消防署
- 東京都下水道局南部下水道事務所
- 大田區大田西地域行政中心
- 大田區立調布大塚小學校
- 大田區立福祉公園
- 東京電力田園調布變電所
- 三井住友銀行雪谷支店
- 城南信用金庫雪谷支店
- 芝信用金庫雪谷支店
- Alps電氣本社
- 東急Store雪谷店
- 武隈部屋

## 備註
1. ↑  .   [2013-08-23]. （原始内容存档于2014-02-18）.